# American Music Awards 1978
Die fünften American Music Awards wurden von der American Broadcasting Company (ABC) am 16. Januar 1978 ausgestrahlt. Die Veranstaltung fand im Santa Monica Civic Auditorium in Santa Monica, Kalifornien statt. Moderatoren waren Glen Campbell, Natalie Cole und David Soul.

## Gewinner und Nominierte
| Kategorie                        | Gewinner                                     | Nominierungen                                                                    |
| -------------------------------- | -------------------------------------------- | -------------------------------------------------------------------------------- |
| Pop/Rock Category                |                                              |                                                                                  |
| Favorite Pop/Rock Male Artist    | Barry Manilow                                | Peter Frampton Stevie Wonder                                                     |
| Favorite Pop/Rock Female Artist  | Linda Ronstadt                               | Rita Coolidge Barbara Streisand                                                  |
| Favorite Pop/Rock Band/Duo/Group | Fleetwood Mac                                | Eagles KC & The Sunshine Band                                                    |
| Favorite Pop/Rock Album          | Fleetwood Mac – Rumours                      | Eagles – Hotel California Star Wars (OST)                                        |
| Favorite Pop/Rock Song           | Debby Boone – You Light Up My Life           | Andy Gibb – I Just Want to Be Your Everything Meco – Star Wars Medley            |
| Soul/R&B Category                |                                              |                                                                                  |
| Favorite Soul/R&B Male Artist    | Stevie Wonder                                | George Benson Barry White                                                        |
| Favorite Soul/R&B Female Artist  | Natalie Cole                                 | Aretha Franklin Donna Summer                                                     |
| Favorite Soul/R&B Band/Duo/Group | Earth, Wind and Fire                         | Commodores KC and the Sunshine Band                                              |
| Favorite Soul/R&B Album          | Stevie Wonder – Songs in the Key of Life     | Commodores – Commodores Barry White – Barry White Sings for Someone You Love     |
| Favorite Soul/R&B Song           | The Emotions – Best of My Love               | Commodores – Brick House Barry White – It’s Ecstasy When You Lay Down Next to Me |
| Country Category                 |                                              |                                                                                  |
| Favorite Country Male Artist     | Conway Twitty                                | Waylon Jennings Kenny Rogers                                                     |
| Favorite Country Female Artist   | Loretta Lynn                                 | Crystal Gayle Dolly Parton                                                       |
| Favorite Country Band/Duo/Group  | Conway Twitty & Loretta Lynn                 | George Jones & Tammy Wynette The Statler Brothers                                |
| Favorite Country Album           | Dolly Parton – New Harvest...First Gathering | Waylon Jennings – Are You Ready for the Country Waylon Jennings – Ol’ Waylon     |
| Favorite Country Song            | Kenny Rogers – Lucille                       | Glen Campbell – Southern Nights Loretta Lynn – She’s Got You                     |
| Ehrenpreis                       |                                              |                                                                                  |
| Ella Fitzgerald                  |                                              |                                                                                  |